# Équipe du Mexique de rugby à XIII
L'équipe du Mexique de rugby à XIII représente le Mexique dans les matches internationaux. Elle est composée des meilleurs joueurs mexicains ou d'origine mexicaine.

## Histoire
Le rugby à XIII a été introduit au Mexique en 2014, date à laquelle la Fédération mexicaine de rugby à XIII s'est formée pour organiser un premier championnat disputé par trois équipes de la ville de Mexico et de la région de Guadalajara,. Entre-temps, le pays organise plusieurs tournois de rugby à IX et à XIII.
Au mois de novembre 2017, le Mexique était pressenti pour faire ses débuts internationaux lors de la premier championnat d'Amérique latine de rugby à XIII, organisé à Los Ángeles, au Chili ,. Cependant, l'équipe mexicaine doit renoncer et est remplacée au pied levé par le Brésil.
Le Mexique fait l'objet de l'attention des autorités internationales de rugby à XIII dans le cadre du développement du rugby à XIII en Amérique latine.